# 2MASS J00345684-0706013
2MASS J00345684-0706013 ist ein Brauner Zwerg im Sternbild Walfisch. Er wurde 2003 von Tim R. Kendall et al. entdeckt.
2MASS J00345684-0706013 gehört der Spektralklasse L3 an.